# First Folio
First Folio este referirea prescurtată la prima ediție (cea princeps, dar și a tipăriturilor ulterioare ale aceleiași „șarje”) a pieselor dramaturgului englez William Shakespeare, cunoscute atunci a fi ale sale, apărută în 1623, la șapte ani după moartea Marelui Bard.
Mr. William Shakespeare's Comedies, Histories, & Tragedies, în română, Comediile, dramele istorice și tragediile domnului William Shakespeare, este titlul complet al acestei prime colecții (extinsă și aproape completă) a pieselor scriitorului William Shakespeare.
Expresia First Folio este folosită frecvent de criticii moderni ai operelor sale, deși, în varii contexte, termenul first folio se poate folosi și pentru alți scriitori englezi, așa cum sunt Ben Jonson (Ben Jonson folios – 1616) ori prima tipăritură (Beaumont and Fletcher folios – 1647) a scriitorilor Francis Beaumont și John Fletcher, dramaturgi englezi ai epocii Teatrului Renașterii engleze (1558 - 1642), considerați întemeietorii comediei de intrigă în Anglia.
Tipărită în format folio și având 36 de piese (a se compara cu en  lista pieselor lui Shakespeare), a fost îngrijită de colegii lui William Shakespeare John Heminges și Henry Condell. Edița a fost dedicată „incomparabilei perechi de frați" (conform originalului, "incomparable pair of brethren") William Herbert, al 3-lea Duce de Pembroke și fratelui său Philip Herbert, Duce de Montgomery (ulterior al 4-lea Duce de Pembroke), care au fost cei doi „mecena” ai ediției.
Deși 18 din piesele shakespeariene fuseseră publicate anterior în quarto, înainte de 1623, ediția First Folio este categoric singurul text de bază pentru circa 20 de piese și o sursă valoroasă de texte comparate pentru multe din piesele publicate anterior. Ediția  Folio include toate piesele larg considerate aparținând efectiv lui Shakespeare cu excepția a patru piese, Pericle, Prinț al Tironului, Cei doi nobili veri (Two Noble Kinsmen) si alte două piese pierdute, Cardenio (History of Cardenio, de fapt, Istoria lui Cardenio) și Love's Labour's Won, (Câștigul chinurilor dragostei – prin comparație cu Zadarnicele chinuri ale dragostei - Love's Labour's Lost).
Datorită staturii speciale a scriitorului William Shakespeare în cultura de limbă engleză, The First Folio este considerată una dintre cele mai importante și influente cărți publicate vreodată în limba engleză.

## Considerații în epocă

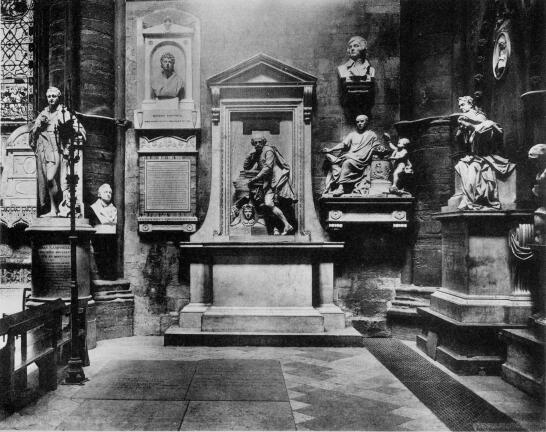
Poets' Corner, cu memorialul lui Shakespeare, realizat de William Kent în 1740, în centru

La 23 aprilie 1616, William Shakespeare a decedat în locul său natal, Stratford-upon-Avon, și a fost îngropat în biserica Sfintei Treimi din Stratford-upon-Avon două zile mai târziu. 
După o lungă carieră ca actor, autor dramatic și acționar în compania de teatru Lord Chamberlain's Men (ulterior numită King's Men, între 1585–1590  și, din nou, între 1610–1613), Bardul devenise suficient de bine situat financiar, fiind printre cei mai cunoscuți și apreciați dramaturgi englezi, atât pe scenă, cât și în/prin piesele publicate. Oricum, reputația sa nu ajunsese la nivelul suprem de astăzi, ca fiind cel mai mare scriitor al limbii engleze și dramaturgul de ne-egalat al întregii lumi.
Un monument funerar în biserica Sfintei Treimi (The Holy Trinity Church)  fusese comandat, probabil de Susanna Hall, fata sa cea mai mare, și apoi instalat în cimitirul bisericii, cel mai probabil înainte de 1617–1618, dar un monument în Colțul poeților din interiorul catedralei Westminster Abbey, nu a fost ridicat în cinstea sa decât în 1740.
Poetul William Basse scrisese un poet-elegie, în perioada 1618–1620, comemorându-l pe Marele Bard, dar nimic despre sănătatea sa nu „transpirase” nici în corespondența sa diplomatică nici în publicațiile culturale de pe continent. Ducele William Herbert, care ocupase în acea perioadă poziția de Lord Chamberlain, având, de asemenea, autoritate asupra companiei teatrale en  King's Men, fiind superiorul lui Shakespeare, în calitatea sa de Groom of the Chamber, nu a făcut nicio remarcă despre decesul său.

## Conținutul ediției
Cele 36 de piese ale ediției First Folio au fost aranjate în ordinea prezentată mai jos. Piesele care nu fuseseră publicate anteriror anului 1623, deși fuseseră cunoscute și jucate, au fost marcate cu un asterix (*). Fiecărei piese prezente îi este indicată tipul de resursă, determinată de cercetarea bibliografică specifică.
Termenul englezesc de foul papers, a cărut traducere „vagă” ar fi „hârtii nelegiuite,” desemnează doar schițele de lucru ale unei piese de teatru ale lui Shakespeare. După revizuire și completare, o altă transcriere, mai apropiată de intenția finală a autorului, un fel de  „copie corectă” (engleză fair copy), ar urma a fi pregătită de către autor sau de către un scrib angajat de acesta.
Un astfel de manuscris, copia corectă, ar fi trebuit să fie plin de adnotări conținând indicații scenice precise și pline de amănunte, necesare traducerii în practică a viziunii autorului. De asemenea, trebuia să conțină toate celelalte detalii, necesare susținerii reprezentării spectacolului „în cele mai bune condiții.” Totodată, această copie corectă ar fi urmat a sluji realizării unei alte copii, considerată a fi bun de tipar. Unui acest al treilea tip de manuscris i s-ar putea atribui conotația modernă de „manuscris cu indicații regizorale,” (engleză prompt book), în scopul utilizării sale pentru punerea efectivă în scenă.
Interesant este, conform modului de a gândi în epoca teatrului shekespearean, că oricare din aceste variante de copii (din ce în ce mai „rafinate”), puteau fi folosite, în orice combinație, ca sursă pentru un text tipărit. Important este a se vedea și semnificația cuvântului englezesc prompter, folosit în teatru.
Eticheta Qn denominează a n-a ediție quarto a unei piese de teatru.

### Comedii (Comedies)

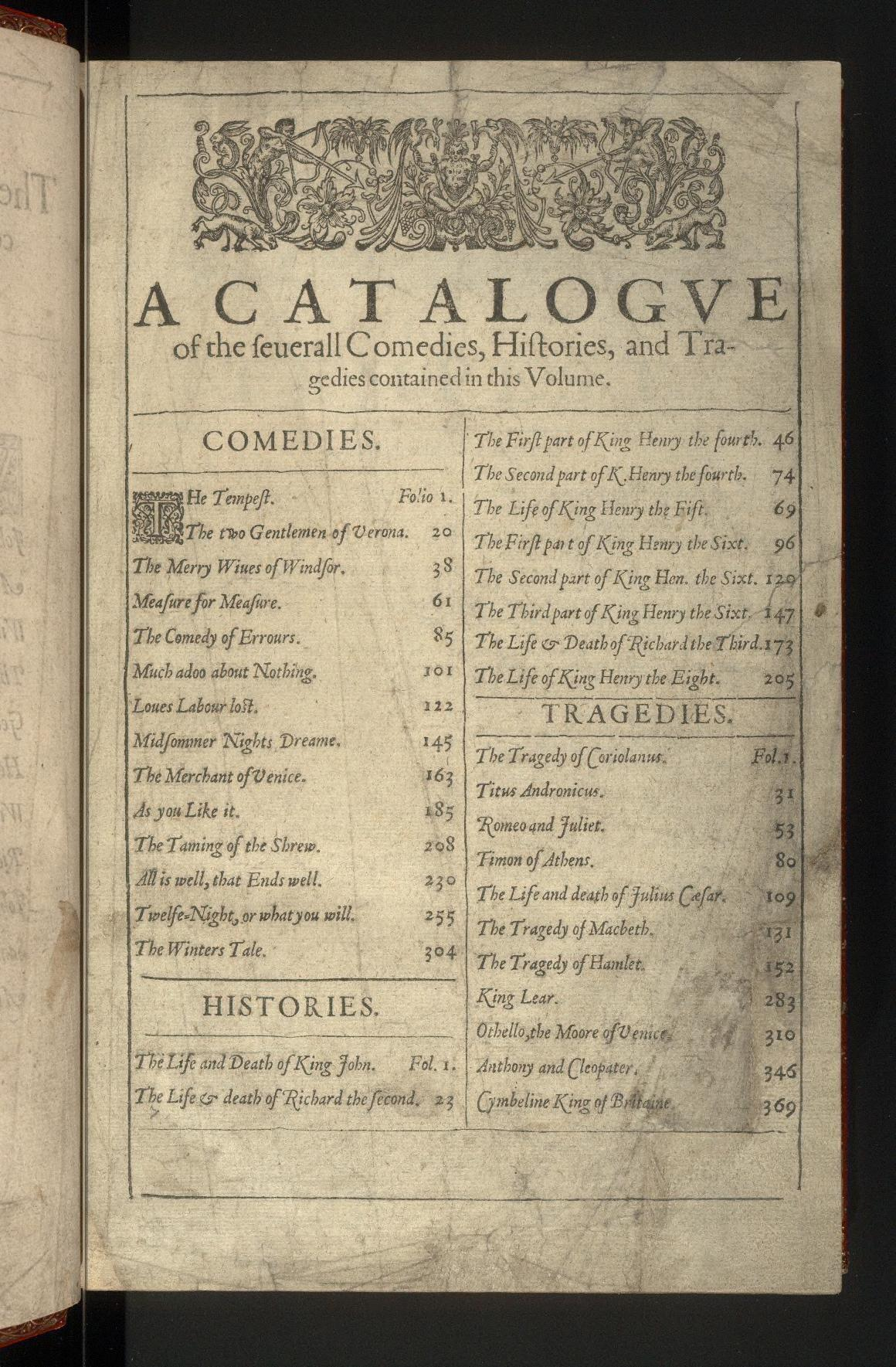
Cuprinsul ediției First Folio – fotografia unui exemplar original

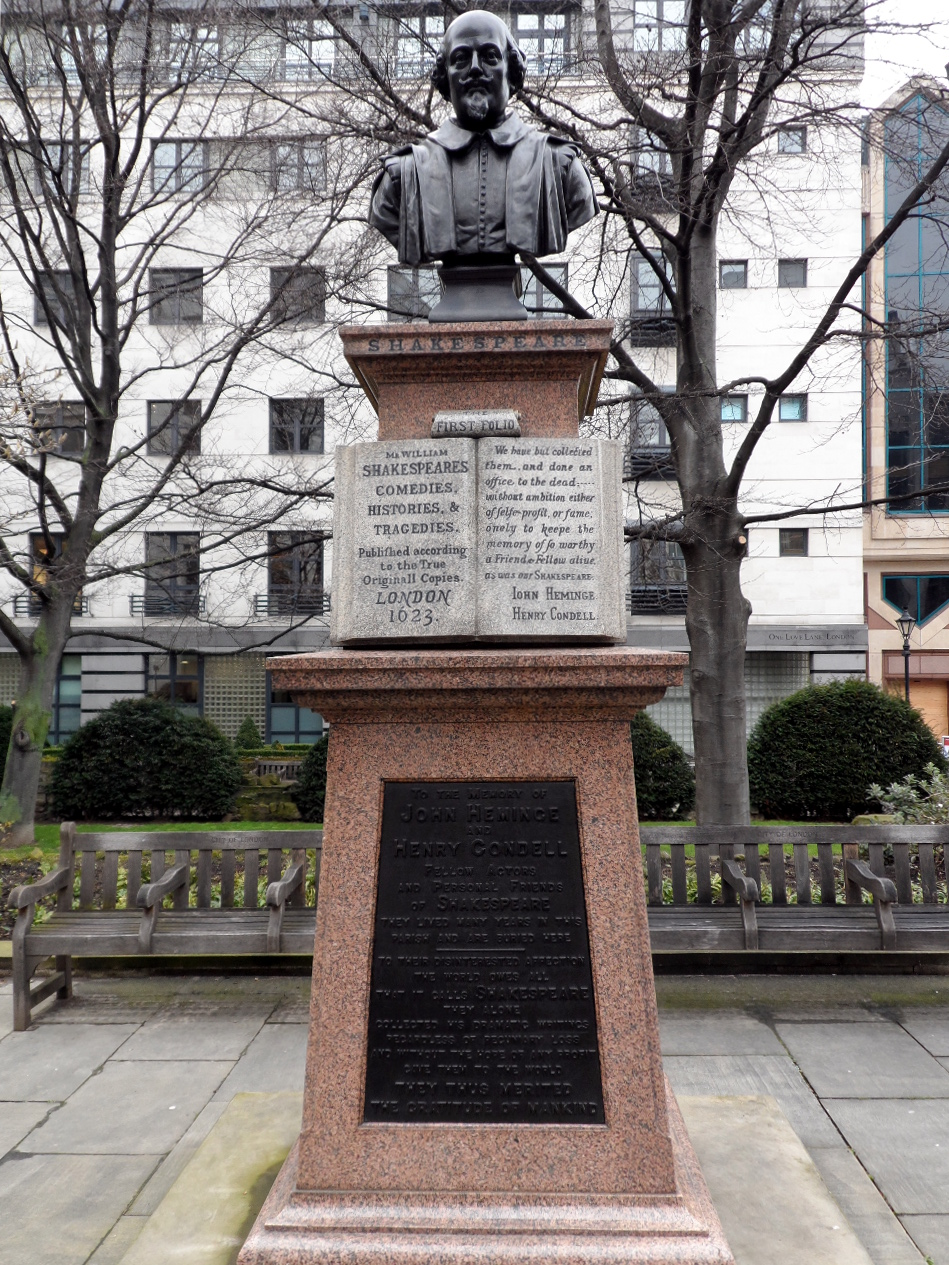
Statuie comemorativă dedicată lui John Heminges și Henry Condell, editorii ediției First Folio, în locația Bassishaw, Londra

- 1 (C 1) Furtuna — (în original, The Tempest *) – Piesa a devenit „bună de tipar” folosindu-se un manuscris pregătit de Ralph Crane, un editor profesionist (engleză scrivener, termen al timpului respectiv), angajat de compania teatrală King's Men. Crane era foarte bine cotat, producând rezultate de mare calitate, adaugând toate nuanțele intenționate de autorii pe care îi edita, incluzând folosirea divizării formale a actelor și a scenelor, utilizarea frecventă a variilor forme de paranteze și de cratime, precum și alte notații, ușor identificabile ca fiind ale sale.
- 2 (C 2) Doi tineri din Verona — (în original, The Two Gentlemen of Verona *) – după alt manuscris editat de Ralph Crane,
- 3 (C 3) Nevestele vesele din Windsor — (în original, The Merry Wives of Windsor – după alt manuscris editat de Ralph Crane,
- 4 (C 4) Măsură pentru măsură — (în original, Measure for Measure *) – probabil după alt manuscris editat de Ralph Crane,
- 5 (C 5) Comedia erorilor — (în original, The Comedy of Errors *) – probabil după manuscrise a lui Shakespeare, de tip ciorne - foul papers, ușor anotate,
- 6 (C 6) Mult zgomot pentru nimic — (în original, Much Ado About Nothing) – culeasă pentru tipar dintr-o copie quarto, ușor anotată,
- 7 (C 7) Zadarnicele chinuri ale dragostei — (în original, Love's Labour's Lost) – culeasă pentru tipar dintr-o copie corectată a unui exemplar al ediției Q1
- 8 (C 8) Visul unei nopți de vară — (în original, A Midsummer Night's Dream) – culeasă pentru tipar dintr-o copie corectată, bine anotată, a unui exemplar de tipul ediției Q2, posibil folosită precum un caiet regizoral - prompt-book,
- 9 (C 9) Neguțătorul din Veneția (în original, The Merchant of Venice) –  culeasă pentru tipar dintr-o copie ușor corectată și editată, a unui exemplar de tipul Q1,
- 10 (C 10) Cum vă place (în original, As You Like It *) – culeasă pentru tipar dintr-un manuscris de calitate, ușor anotat, probabil de un regizor al piesei,
- 11 (C 11) Îmblânzirea scorpiei (în original, The Taming of the Shrew *) – culeasă pentru tipar dintre niște ciorne - foul papers a lui Shakespeare, probabil pregătite pentru a fi utilizate în regizarea piesei, ca un fel de prompt-book,
- 12 (C 12) Totul e bine când se termină cu bine (în original, All's Well That Ends Well *) - culeasă probabil dintre niște ciorne mai elaborate - foul papers a lui Shakespeare sau dintr-unul din manuscrisele sale,
- 13 (C 13) A douăsprezecea noapte (în original, Twelfth Night *) – culeasă pentru tipar fie dintr-o copie destinată regizării piesei (prompt-book) sau dintr-o transcriere a unui exemplar având aceeași destinație,
- 14 (C 14) Poveste de iarnă (în original, The Winter's Tale *) – culeasă după o altă transcriere a lui Ralph Crane.

### Drame istorice (Histories)
- 15 (DI 15) Regele Ioan — (în original, King John *) – textul cules pentru tipar are origine nesigură, fie provenind dintr-un caiet regizoral - prompt-book ori din schițe - foul papers,
- 16 (DI 16) Richard al II-lea — (în original, Richard II) – textul bun de tipar provine dintr-o combinație dintre două exemplare de tipul Q3 și Q5, comparat și corectat după un caiet regizoral - prompt-book,
- 17 (DI 17) Henric al IV-lea - Partea 1 — (în original, Henry IV, Part 1) – textul bun de tipar provine dintr-o copie a unui exemplar Q5,
- 18 (DI 18) Henric al IV-lea - Partea a 2-a — (în original, Henry IV, Part 2) – origine nesigură a textului bun de tipar, cel mai probabil, este o combinație dintre un manuscris și un text de tip quarto,
- 19 (DI 19) Henric al V-lea — (în original, Henry V) – culegerea textului bun de tipar a fost făcută din schițele lui Shakespeare - foul papers,
- 20 (DI 20) Henric al VI-lea - Partea 1 — (în original, Henry VI, Part 1 *) – sursa tipăririi a fost o transcriere adnotată a unui manuscris al autorului,
- 21 (DI 21) Henric al VI-lea - Partea a 2-a — (în original, Henry VI, Part 2) – sursa a fost probabil un manuscris al lui Shakespearean, folosit la regizarea piesei - prompt-book,
- 22 (DI 22) Henric al VI-lea - Partea a 3-a — (în original, Henry VI, Part 3) – similar cu DI 21 (sau 2H6), sursa cea mai probabilă a textului tipărit a fost un caiet regizoral al lui Shakespearean - a prompt-book,
- 23 (DI 23) Richard al III-lea — (în original, Richard III) – sursa textului tipărit reprezintă un caz dificil; probabil este o combinație, folosind parțial o parte a textului unui exemplar Q3, respectiv folosind parțial o altă parte a textului unui exemplar Q6, produsul final fiind comparat și  corectat cu ajutorul unui manuscris (probabil unul de tipul ciornă - foul papers),
- 24 (DI 24) Henric al VIII-lea — (în original, Henry VIII *) – textul bun de tipar a fost preluat dintr-o copie a unui manuscris al autorului.

### Tragedii (Tragedies)
- 25 (T 25) Troilus și Cresida — (în original, Troilus and Cressida) – textul a fost probabil copiat din ediția quarto, corectat prin comparație cu ciornele de lucru ale lui Shakespeare (foul papers), și apoi tipărită după ce restul ediție First Folio fusese deja tipărită,
- 26 (T 26) Coriolan — (în original, Coriolanus *) – textul a fost cules și tipărit dintr-o transcriere de mare calitate a autorului însuși,
- 27 (T 27) Titus Andronicus — (în original, Titus Andronicus) – textul a fost cules și tipărit dintr-o copie a ediției Q3, care ar fi putut servi ca un caiet regizoral - a prompt-book,
- 28 (T 28) Romeo și Julieta — (în original, Romeo and Juliet) – de fapt, este o retipărire a textului dintr-un exemplar al seriei Q3.
- 29 (T 29) Timon din Atena — (în original, Timon of Athens *) – textul bun de tipar a fost probabil copiat sau compilat din ciornele de lucru ale lui Shakespeare (foul papers) sau dintr-o transcriere a acestora,
- 30 (T 30) Iulius Cezar — (în original, Julius Caesar *) – textul bun de tipar a folosit ca sursă originară un caiet regizoral (a prompt-book) ori o transcriere a unui astfel de exemplar,
- 31 (T 31) Macbeth — (în original, Macbeth *) – la tipărire a fost probabil folosit un caiet regizoral, și anume unul care probabil detaila adaptarea piesei pentru performanțe mai scurte, destinate interioarelor,
- 32 (T 32) Hamlet — (în original, Hamlet) – sursa textului bun de tipar, pentru acel Hamlet, reprezintă una dintre cele mai dificile probleme ale ediției First Folio; probabil a fost folosită o combinație a unui exemplar de tip Q2 și varii manuscrise.
- 33 (T 33) Regele Lear — (în original, King Lear) – determinarea originii textului bun de tipar a prezentat o altă problemă dificilă; probabil a fost compilat dintr-un exemplar al ediției Q1, cu referențieri la un exemplar al ediției Q2, apoi rezultatul a fost corectat folosind un caiet regizoral (a prompt-book),
- 34 (T 34) Othello — (în original, Othello) – sursa textului bun de tipar a constituit o altă problemă dificilă; cel mai probabil, sursa a fost copierea versiunii ediției Q1, care a fost corectată cu ajutorul unui manuscris de calitate,
- 35 (T 35) Antoniu și Cleopatra — (în original, Antony and Cleopatra *) – sursa textului bun de tipar a constituit. cel mai posibil, niște ciorne „finale” (foul papers) sau o transcriere a acestora.
- 36 (T 36) Cymbeline — (în original, Cymbeline *) – sursa primară a textului a fost, foarte posibil, o altă transcriere a lui Ralph Crane transcript ori, mai puțin probabil, un caiet regizoral o„ficial”.

Inițial, editorii intenționaseră ca piesa Troilus și Cresida (T 25) să urmeze după Romeo și Julieta (T 28), dar procesul bun de tipar, aflat într-un proces destul de avansat, urma să fie oprit, cel mai probabil datorită unui conflict generat de drepturi intelectuale. A fost ulterior adăugată, tot la secțiunea tragedii, dar ca prima dintre acestea, atunci când acel conflct fusese rezolvat. Acesta este motivul pentru care piesa Troilus și Cresida nu apare în cuprinsul volumului. 

## Poem introductiv
Ben Jonson, un alt scriitor, poet și dramaturg faimos în epoca Renașterii engleze, contemporan cu Shakespeare, cunoscut pentru erudiția sa și apoi pentru influența sa majoră asupra culturii și limbii engleze, a scris prefața ediției First Folio, intitulată "To the Reader" - Către cititor, pe pagina opusă portretului-gravură realizat de Droeshout, aducând omagiul său operelor Marelui Bard.
„This Figure, that thou here ſeeſt put,

  It vvas for gentle Shakeſpeare cut;

Wherein the Grauer had a ſtrife

   vvith Nature, to out-doo the life :

O, could he but haue dravvne his vvit

   As vvell in braſſe, as he hath hit

His face; the Print vvould then ſurpaſſe

   All, that vvas euer vvrit in braſſe.

But, ſince he cannot, Reader, looke

   Not on his Picture, but his Booke.”
Care, cu ajustările ortografice și de sens moderne, devine, în limba română:
| “ | Această figură, pe care o vezi aici, Se folosește pentru o tăietură delicată de Shakespeare; În care Grauer a avut o ceartă Cu natura, pentru a depăși viața: O, ar fi putut doar să-și dea umorul La fel de bine [și] în bronz, [pre]cum a lovit Fața lui; imprimarea s-ar supărea atunci Toate, care au fost mereu scrise în bronz. Dar, pentru că el nu poate, cititorule, uită-te Nu la poza lui, ci în [această] carte a lui. | ” |